# Эргли (Бауский край)
Э́ргли (латыш. Ērgļi) — населённый пункт на юге Латвии, расположенный в Брунавской волости Бауского края. До 1 июля 2009 года входил в состав Бауского района.
Является центром Брунавской волости. Посёлок находится на левом берегу реки Мемеле у ручья Кукучу, между сёлами Брунава и Яунсауле.
Расстояние до города Бауска 20 км, до Риги — 88 км. По данным на 2015 год, в населённом пункте проживало 238 человек.

## История
Поселение возникло в послевоенные годы в трёх километрах от центра бывшей Брунавской усадьбы. Ранее носило названия Клицнере и Сарканпанемуне. В советское время населённый пункт входил в состав Брунавского сельсовета Бауского района.
В селе находится здание администрации Брунавской волости, кооперативное хозяйство «Brunavas dzeņi», Брунавская библиотека, докторат, ряд магазинов.